# Zhōngguó Rénmín Jiěfàngjūn Hǎijūn Hángkōngbīng
L'Aviazione di Marina dell'Esercito Popolare di Liberazione (PLANAF) è la componente aerea della Zhongguo Renmin Jiefangjun Haijun, la marina militare della Cina.

## Panoramica
Storicamente, il ruolo principale della PLANAF è stato quello di assicurare copertura aerea alle navi da guerra della marina. Parte della dottrina di difesa costiera era di avere aerei imbarcati per proteggere le navi, da qui il motivo per cui molte navi della marina degli anni sessanta e settanta non erano dotate di artiglieria a lungo raggio e missili anti-aerei. Durante la Guerra sino-vietnamita, la PLANAF effettuò molte missioni di bombardamento ed attacco di successo contro territori vietnamiti, come ad esempio nelle isole Spratly. Il 1960 ha visto una serie di sortite di contro gli aerei intrusi di Taiwan, ed i piloti PLANAF sono stati accreditati di molte importanti vittorie in questi piccoli scontri.
Gli aerei storicamente gestiti dalla PLANAF includono lo Shenyang J-5, lo Shenyang J-6 e l'Harbin H-5, tutti ritirati poi dalla fine del 1990.
La PLANAF dispone di forza di circa 26.000 uomini e più di 690 aerei. È dotata degli stessi velivoli dell'aeronautica, tra cui caccia, bombardieri, aerei d'attacco, aerocisterne, ricognitori, aerei per guerra elettronica, aerei da pattugliamento marittimo, aerei da trasporto, idrovolanti, aerei da addestramento e vari tipi di elicotteri. Tradizionalmente la PLANAF ha ricevuto sempre aerei più vecchi rispetto all'aviazione militare PLAAF e aveva programmi meno ambiziosi per la modernizzazione della sua flotta. Progressi significativi nelle nuove tecnologie, armamento e acquisizione di aerei moderni furono fatti dopo il 2000. L'odierna aviazione di marina è in grado di svolgere svariati ruoli essendo abbastanza fornita e preparata, sia numericamente, sia tecnologicamente, per operazioni antinave e di difesa aerea.
Dal 2012, con l'entrata in servizio della portaerei Liaoning, la PLANAF dispone del suo primo stormo imbarcato che è composto da:
- 24 cacciabombardieri Shenyang J-15 Flying Shark (copia del cacciabombardiere imbarcato russo Sukhoi Su-33 Sea Flanker).
- 12 elicotteri antisommergibili e SAR suddivisi tra
Kamov Ka-28 Helix
Changhe Z-8 Jingdezhen
Harbin Z-9 Haitun
- 4 elicotteri AEW Kamov Ka-31 Helix-B.

## Missioni
Missioni Primarie
- Fornire alla flotta navale difesa aerea per combattimenti in superficie.
- Pattugliamento per la caccia e distruzione di sottomarini.
- Pattugliamenti aerei e difesa delle acque territoriali.
- Difesa aerea del continente.
- Attacco antinave.
- Interdizione ed attacco ad obiettivi di terra nemici.

Missioni Secondarie
- Trasporto ed addestramento.
- SAR e C/SAR.
- Trasporto e supporto tattico per operazioni anfibie.

## Aeromobili in uso
Sezione aggiornata annualmente in base al World Air Force di Flightglobal del corrente anno. Tale dossier non contempla UAV, aerei da trasporto VIP ed eventuali incidenti accorsi durante l'anno della sua pubblicazione. Modifiche giornaliere o mensili che potrebbero portare a discordanze nel tipo di modelli in servizio e nel loro numero rispetto a WAF, vengono apportate in base a siti specializzati, periodici mensili e bimestrali. Tali modifiche vengono apportate onde rendere quanto più aggiornata la tabella.
| Aeromobile                          | Origine       | Tipo                                                    | Versione (denominazione locale) | In servizio (2024) | Note                                                                         | Immagine |
| Aerei da combattimento              |               |                                                         |                                 |                    |                                                                              |          |
| Shenyang J-15 Flying Shark          | Cina          | Caccia imbarcato                                        | J-15                            | 15                 | 24 esemplari consegnati. Un esemplare è andato perso a marzo 2019.           |          |
| Shenyang J-11                       | Cina          | Caccia da superiorità aereaconversione operativa        | J-11BHJ-11BSH                   | ~50                | Circa 50 aerei consegnati.                                                   |          |
| Sukhoi Su-30MKK Flanker             | Russia        | Caccia multiruolo                                       | Su-30MK2                        | 25                 |                                                                              |          |
| Chengdu J-10 Vigorous Dragon        | Cina          | cacciabombardiereconversione operativa                  | J-10AJ-10S                      | 25                 |                                                                              |          |
| Xian JH-7 Flounder                  | Cina          | Aereo da attacco al suolo                               | JH-7JH-7AJH-7B                  | 34                 |                                                                              |          |
| Shenyang J-8II Finback              | Cina          | Caccia intercettore                                     | J-8FJ-8H                        | 47                 |                                                                              |          |
| Chengdu J-7 Airguard                | Cina          | Caccia intercettore                                     | J-7E                            | 30                 |                                                                              |          |
| Bombardieri                         |               |                                                         |                                 |                    |                                                                              |          |
| Xian H-6                            | Cina          | Bombardiere strategico                                  | H-6DH-6GH-6J                    | 30                 | 45 esemplari consegnati, 15/20 dei quali della nuova versione antinave H-6J. |          |
| Aerei AWACS e per impieghi speciali |               |                                                         |                                 |                    |                                                                              |          |
| Shaanxi KJ-500                      | Cina          | AEW                                                     | KJ-500                          | 8                  |                                                                              |          |
| Shaanxi KJ-200                      | Cina          | AEW                                                     | KJ-200                          | 8                  |                                                                              |          |
| Shaanxi Y-8                         | Cina          | Aereo da pattugliamento marittimoaereo da ricognizione  | Y-8Y-8JB/X                      | 108                |                                                                              |          |
| Xian Y-7                            | Cina          | SAR                                                     | Y-7                             | 1                  |                                                                              |          |
| Bombardier Challenger 870           | Canada        | aereo da ricognizione                                   | CL-870                          | 2                  |                                                                              |          |
| Harbin SH-5                         | Cina          | idrovolante da pattugliamento marittimo idrovolante SAR | SH-5                            | 3                  |                                                                              |          |
| Aerei per rifornimento in volo      |               |                                                         |                                 |                    |                                                                              |          |
| Xian H-6                            | Cina          | rifornimento in volo                                    | H-6DU                           | 5                  | 5 H-6DU consegnati.                                                          |          |
| Aereo da trasporto                  |               |                                                         |                                 |                    |                                                                              |          |
| Shaanxi Y-8                         | Cina          | aereo da trasporto tattico                              | Y-8                             | 16                 |                                                                              |          |
| Xian Y-7                            | Cina          | aereo da trasporto tattico                              | Y-7                             | 17                 |                                                                              |          |
| Aerei da addestramento              |               |                                                         |                                 |                    |                                                                              |          |
| Hongdu JL-8 Karakorum               | Cina Pakistan | aereo da addestramento                                  | JL-8                            | 11                 |                                                                              |          |
| Xian Y-7                            | Cina          | aereo da addestramento                                  | HY-7                            | 3                  |                                                                              |          |
| Shenyang J-6                        | Cina          | aereo da addestramento                                  | JJ-6                            | 14                 |                                                                              |          |
| Guizhou JL-9                        | Cina          | aereo da addestramento                                  | JL-9G                           | 2                  |                                                                              |          |
| Hongdu JL-10 Lie Ying               | Cina          | aereo da addestramento                                  | JL-10H                          | 12                 | 12 JL-10H ricevuti tra dicembre 2017 ed agosto 2018.                         |          |
| Elicotteri                          |               |                                                         |                                 |                    |                                                                              |          |
| Changhe Z-8 Jingdezhen              | Cina          | ASW                                                     | Z-8CZ-8Z-8SZ-8JZ-8JHZ-8/Z-8A    | 29                 |                                                                              |          |
| Kamov Ka-31 Helix                   | Russia        | AEW                                                     | Ka-31 Helix-B                   | 9                  |                                                                              |          |
| Mil Mi-8 Hip                        | Russia        | elicottero utility                                      | Mi-8                            | 8                  |                                                                              |          |
| Harbin Z-9 Haitun                   | Cina          | elicottero utility ASW                                  | Z-9CZ-9D                        | 33                 |                                                                              |          |
| Aérospatiale SA 365 Dauphin         | Francia       | ASW                                                     | AS365AS565                      | 6                  |                                                                              |          |
| Kamov Ka-28 Helix                   | Russia        | elicottero ASW                                          | Ka-27Ka-28                      | 117                |                                                                              |          |
| Changhe Z-18                        | Cina          | ASWAEW                                                  | Z-18Z-18J                       | 21                 |                                                                              |          |

### Aeromobili ritirati
- Nanchang Q-5 Fantan
- Nanchang CJ-6